# Gabriel Castagnet
Pour les articles homonymes, voir Castagnet.
Gabriel Castagnet est un homme politique français né le 24 mars 1886 à Boucau (Basses-Pyrénées) et décédé le 27 janvier 1960 à Boucau.

## Biographie
Diplômé de l’École centrale des arts et manufactures (Promotion 1909), il dirige une entreprise de manutention et de transport maritime. Il est maire de Boucau en 1912 et maire de Bayonne de 1919 à 1925. Il est député des Basses-Pyrénées de 1924 à 1928, inscrit au groupe de l'Union républicaine démocratique. Membre de la chambre de commerce de Pau en 1919, il en prend la présidence en 1945.